# نهائي كأس رابطة الأندية الإنجليزية المحترفة 2016
نهائي كأس رابطة الأندية الإنجليزية المحترفة 2016 هي المباراة النهائية من منافسة كأس رابطة الأندية الإنجليزية المحترفة 2015–16، أقيمت المباراة في 28 فبراير 2016، في ملعب ويمبلي، بين فريقي نادي ليفربول، ومانشستر سيتي، وفاز فيها مانشستر سيتي، بعد أن هزم نادي ليفربول، بنتيجة 1 - 1، وكان حكم المباراة مايكل أوليفر.

## تفاصيل المباراة
لعبت المباراة النهائية في 28 فبراير 2016.
| نادي ليفربول | 1 -1 | مانشستر سيتي |
| ------------ | ---- | ------------ |
|              |      |              |